# Għarb
Għarb és un municipi de l'illa de Gozo, a Malta. El 2014 tenia 1146 habitants. Té una superfície de 4,6 km². Està situat a la zona més nord-oriental de l'illa i també del país.

## Agermanaments
Għarb està agermanat amb Castrolibero, Massafra, Pace del Mela i Tortona, d'Itàlia, amb Torrent, al País Valencià, i Cepet, de França.